# میک ویشوفر
میک ویشوفر (انگلیسی: Mick Wishofer؛ زادهٔ ۸ اکتبر ۱۹۹۹) راننده مسابقه‌ای اهل اتریش است.